# Tibor Czinkán
Tibor Czinkán, né le 10 août 1929, à Székesfehérvár, en Hongrie, est un ancien joueur hongrois de basket-ball.

## Palmarès
- Finaliste du championnat d'Europe 1953
- Champion d'Europe 1955